# Rasa lila
Rasalila (sansk. रासलीला) – w krysznaizmie mistyczne i ekstatyczne połączenie się wyznawców z Kryszną (Najwyższym Osobowym Bogiem) przez zabawę, taniec, radość, miłość i całkowite oddanie, co ma uwalniać od rezultatów złej karmy.
Opisana w Bhagawatapuranie jako wzajemna miłość Kryszny i pasterek (gopi) nad rzeką Jamuną w okolicach Vrindavanu. Kryszna lubił obserwować z drzewa pasterki kąpiące się nago. Grał na flecie, co wzbudziło w kobietach miłość do niego. Porzuciły wszelkie zajęcia i obowiązki gospodarskie i rodzinne i poszły tańczyć z bogiem, 4000 zostało jego kochankami. W swoim entuzjazmie zapominały o wyglądzie, ubraniu i jedzeniu, marząc tylko o spotkaniu z bogiem. Kryszna pochwalił ich całkowite oddanie, ponieważ „nie ma wyzwolenia ze świata materialnego, jeśli istnieje przywiązanie do ciała”. Symbolem tego było wyzwolenie pasterek gopi z ich tradycyjnego podporządkowania mężczyznom, były posłuszne jedynie Krysznie. Nawet te, które zostały przemocą zamknięte w domach przywoływały ukochanego Krysznę w myślach, jednocząc się z nim. Kryszna wystawiał na próbę uczucia pasterek do niego, odrzucając pozornie lub opuszczając je, aby nauczyć, że mogą odnaleźć go także we własnych duszach.